# Yến sào

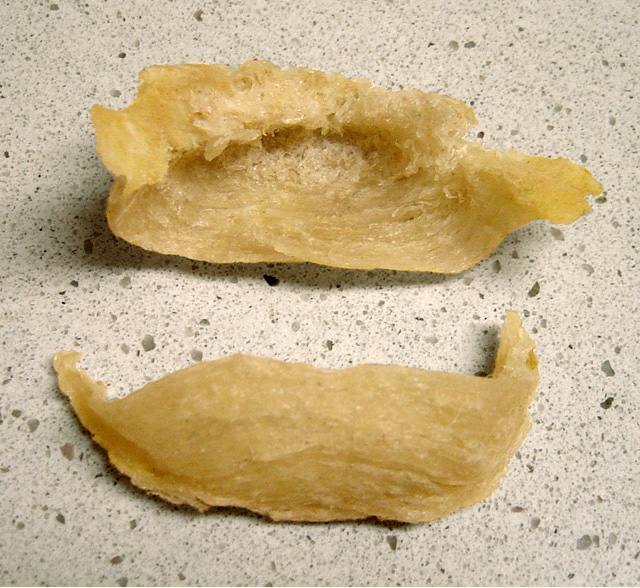
Tổ chim yến

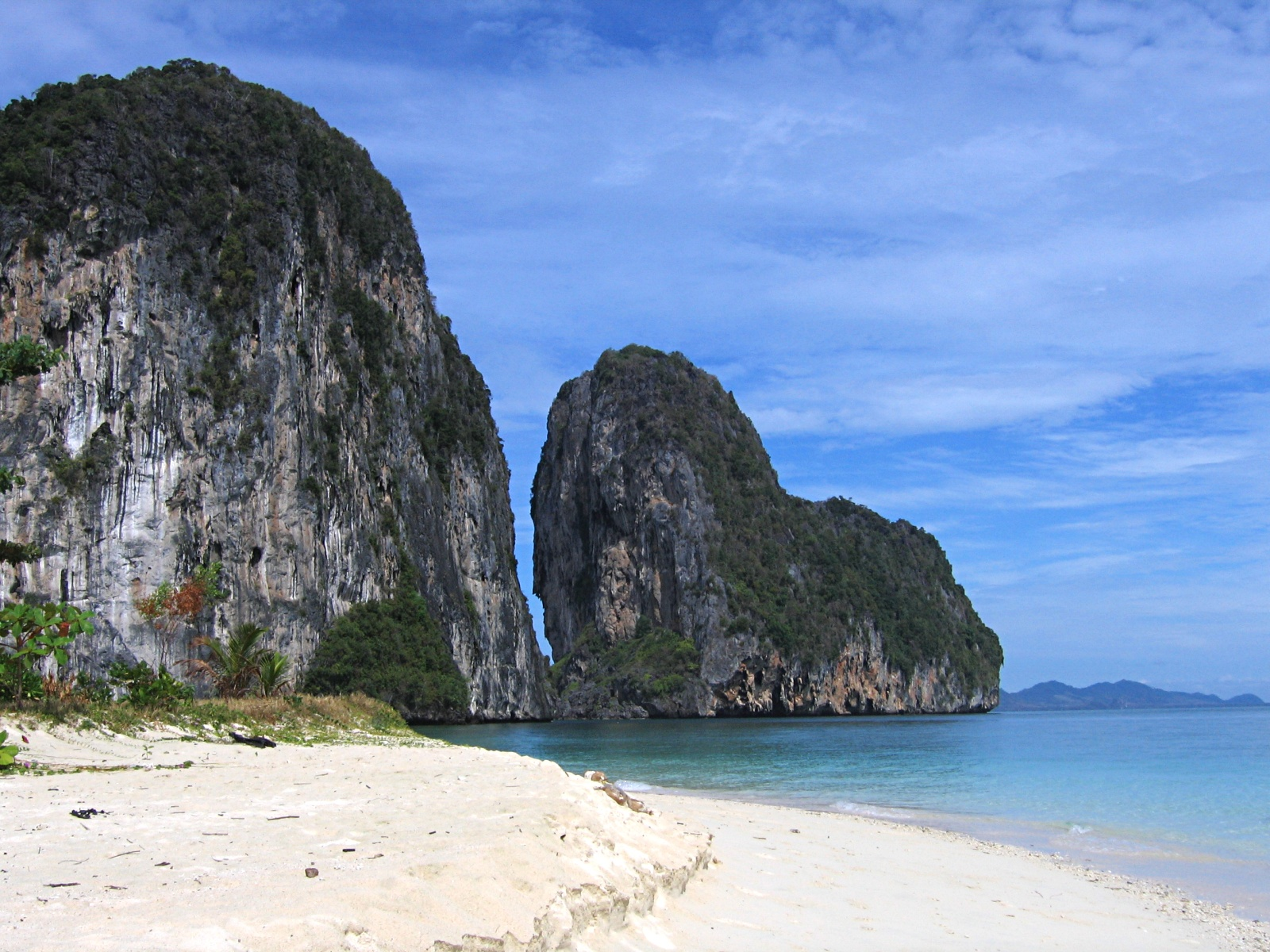
Một hòn đảo ở Nam Thái Lan, nơi thu được khá nhiều tổ yến

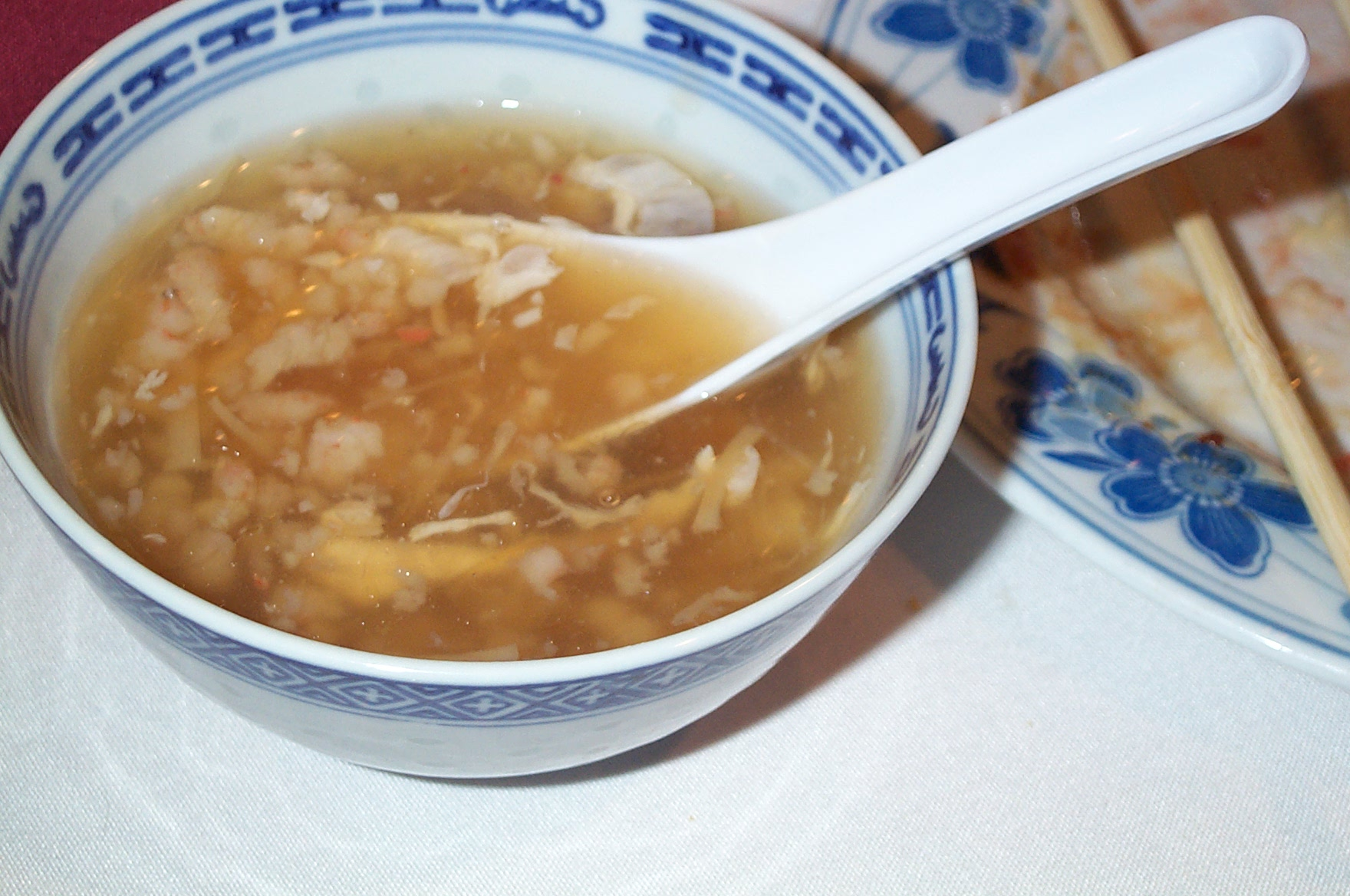
Một tô súp yến

Yến sào, hay tổ chim yến (hay đúng hơn là tổ chim yến làm ở trong hang/động (sào huyệt), tiếng Hoa: 燕窩), là tên một loại thực phẩm - dược phẩm nổi tiếng được làm bằng tổ chim yến. Đây là món cao lương mỹ vị của các quốc gia Đông Á như Nhật Bản, Triều Tiên, Trung Quốc, Việt Nam, Malaysia, Indonesia và một số quốc gia khác . Ở Việt Nam, yến sào được xếp vào hàng Bát Trân (tám món ăn cao lương mĩ vị). Món súp yến sào được mệnh danh là "món trứng cá caviar của phương Đông". Món yến sào đã được người Trung Hoa tiêu thụ từ cách đây 400 năm. Món súp yến sào trông giống như chất keo a dao được nấu với gia vị có bổ sung thêm một ít tinh bột, đường. Yến sào là một trong những món ăn được làm từ động vật đắt đỏ nhất, ở Hồng Kông giá của một bát canh tổ yến khoảng 60 USD.
Tổ yến được tìm thấy trên vách đá, hang động nơi chim yến sinh sống. Tổ yến được thu hoạch là tổ chim trắng Aerodramus fuciphagus (yến Hàng) và tổ chim yến đen Aerodramus maximus (yến Tổ đen) nhưng chỉ có loại tổ yến của yến Hàng là được biết đến dưới tên Yến Đảo trên thị trường. Do tính chất nguy hiểm và hạn chế số lượng đảo có thể khai thác nên loại yến sào này thường có giá cao nhất so với các loại yến sào khác trên thị trường. Tổ trắng và tổ màu hồng máu (yến Huyết) được cho là giàu dinh dưỡng hơn và quý hơn.

## Chim yến làm tổ
Có nhiều loại chim yến khác nhau, cách làm tổ cũng khác nhau: một số làm tổ bằng lông, một số khác làm tổ bẳng cỏ hay rơm rạ, chỉ có hai loại yến là Aerodramus fuciphagus và Aerodramus maximus làm tổ bằng nước bọt, và chỉ có loại tổ này là có thể sử dụng làm thực phẩm. Chim yến bắt đầu làm tổ vào mùa sinh sản (từ cuối tháng 3 đến giữa tháng 5), tổ được làm trong khoảng 33 - 35 ngày. Tổ được xây hình dạng như cái bát được dính vào thành hang đá (hay tường, xà nhà). Tổ yến bao gồm nhiều phiến mỏng được dệt từ nhiều sợi tơ bằng nước bọt chim yến bện vào nhau.
Sau khi làm tổ xong, chim yến bắt đầu giao phối và để trứng, chim yến thường đẻ 2 trứng, cách nhau 1 - 4 ngày. Trứng nở sau 22 - 26 ngày, chim con rời tổ khi khoảng khoảng 40 - 45 ngày tuổi. Trong suốt quãng thời gian này, cả chim bố và chim mẹ thay nhau ấp trứng và kiếm mồi nuôi con.
Dựa vào đặc tính làm tổ và sinh sản của chim yến, người ta thường thu hoạch tổ yến vào một trong 3 thời điểm:
- Khi chim yến vừa làm tổ xong, chưa kịp đẻ trứng. Tổ thu hoạch lúc này thường nhỏ hơn những lúc khác do sau khi đã đẻ trứng chim yến vẫn tiếp tục xây tổ dày thêm. Khi chim yến chưa kịp đẻ trứng mà phát hiện ra mất tổ sẽ lập tức xây lại tổ mới.
- Khi chim yến đã đẻ trứng nhưng trứng chưa kịp nở. Tổ yến thu hoạch lúc này lớn hơn, ít tạp chất, nhưng sẽ làm ảnh hưởng đến số lượng của chim yến cho trứng không nở được.
- Khi chim non đã rời tổ. Phương pháp này giúp bảo vệ số lượng chim yến và hạn chế tối đa ảnh hưởng đến đời sống của chim yến, vì chim non đã rời tổ có thể tiếp tục nhân giống, còn chim bố mẹ vào mùa sinh sản sau sẽ xây lại tổ mới. Tổ yến thu hoạch bằng phương pháp này có khối lượng lớn nhất, tuy nhiên thường lẫn nhiều tạp chất như lông, phân, do chim non đã lớn lên trong tổ yến.

## Thành phần và tác dụng
Có nhiều tranh cãi về thành phần dinh dưỡng cũng như tác dụng của yến sào.
Trong một số tài liệu được cung cấp bởi các nhà phân phối yến sào, tổ yến được cho là có nhiều thành phần dinh dưỡng quý hiếm, điển hình là một số loại protein và amino acid như amide, humin, arginine, cystine, histidine, and lysin. Ngoài ra, tổ yến còn được cho là chứa các khoáng chất như calci, sắt, kali, phosphor và magnesi. Về tác dụng của tổ yến, một số tài liệu cho rằng tổ yến giúp bổ phổi, cường thân, tăng cường hệ miễn dịch, đẩy nhanh quá trình tái tạo tế bào, giúp người bệnh nhanh phục hồi, thậm chí còn hỗ trợ bệnh nhân AIDS chống lại virus HIV.
Ngược lại, một số tài liệu khác phủ nhận tác dụng của tổ yến, thậm chí còn lên án việc sử dụng tổ yến và cho rằng giá của tổ yến bị đẩy lên cao chỉ vì sự khan hiếm của nó cũng như sự ngộ nhận của người tiêu dùng. Với thực tế tổ yến chính là nước dãi của chim yến cô đọng, nhiều người cho rằng thực chất tổ yến không có giá trị dinh dưỡng gì đáng kể, bởi nước bọt của động vật chủ yếu chỉ bao gồm nước, muối, các loại men (enzyme), và có thể có thêm một số khuẩn vi sinh. Trên tờ tạp chí "American Journal of the Medical Sciences", năm 1999 có một bài viết về việc tổ yến chứa thạch tín khiến người dùng bị ngộ độc. Với việc chưa có một tổ chức hay một nhà khoa học uy tín nào tiến hành thí nghiệm, phân tích và công bố tác dụng của tổ yến, một số bác sĩ nổi tiếng khuyên bệnh nhân của mình không nên sử dụng tổ yến khi đang mang thai vì nghi ngờ chất lượng của nó. Ngoài ra, các nhà nghiên cứu về động vật cho rằng sự tiêu thụ tổ yến là nguyên nhân chính làm sụt giảm số lượng của loài chim này.

## Ở Việt Nam

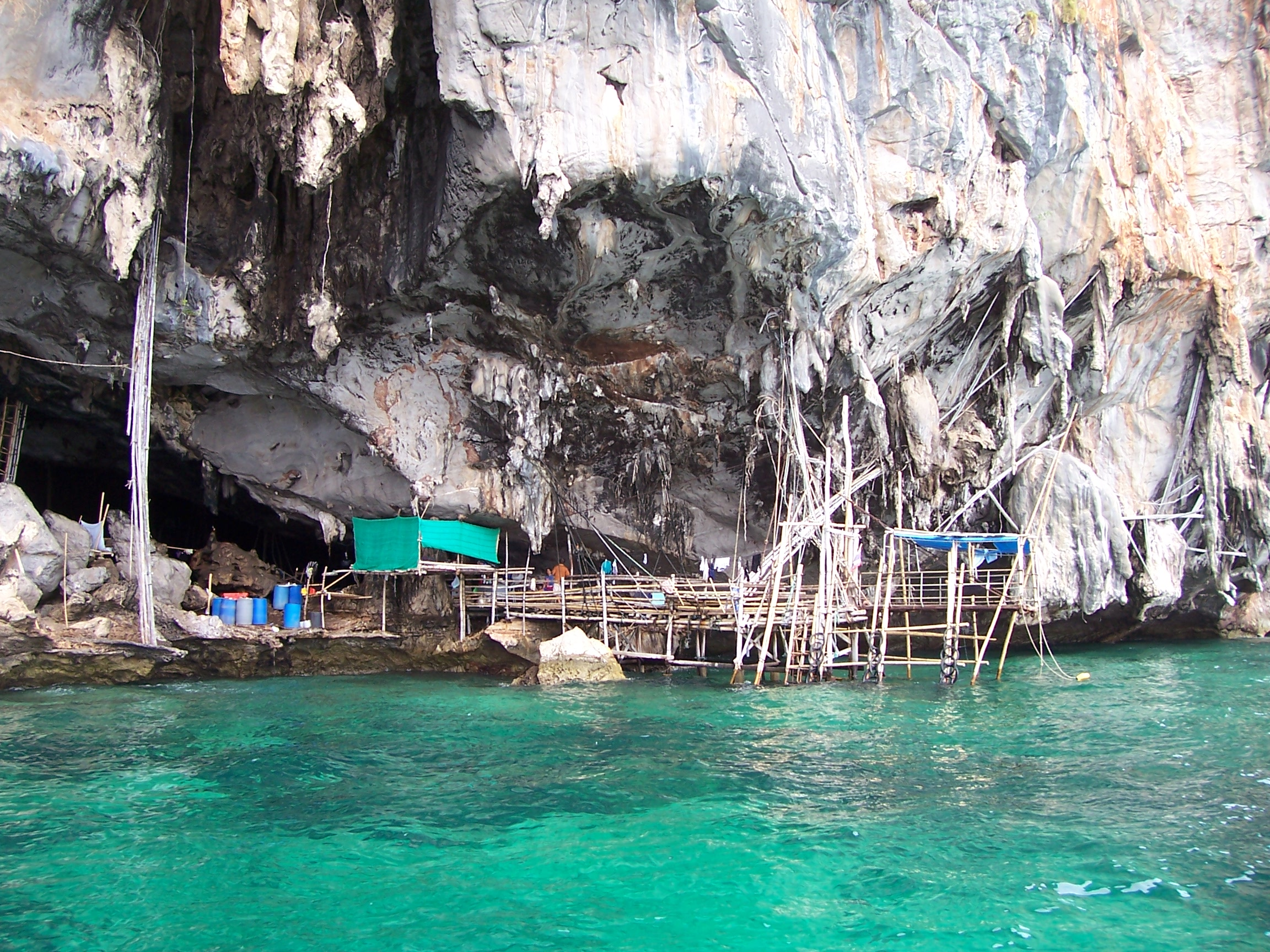
Giàn giáo để khai thác tổ yến

Ở Việt Nam, các địa phương có yến sào tự nhiên là một số hòn đảo của một số tỉnh Nam Trung Bộ như tỉnh Phú Yên, Khánh Hòa... Các tổ chim yến thường được làm ở các đảo trên các vách đá và việc khai thác yến sào thường rất nguy hiểm do những giàn giáo cao bằng tre, công cụ thô sơ, vách đá hiểm trở. Gần đây, một số nơi đã nuôi yến trong nhà trong thành phố để thu hoạch yến sào mà đặc biệt là tại thành phố Nha Trang. Những căn nhà nuôi yến được cải tạo để gần giống với điều kiện tự nhiên nơi yến thường hay làm tổ. Nha Trang cũng là nơi du khách có thể thưởng thức món yến sào thường xuyên tại các nhà hàng sang trọng.

## Phân loại

### Theo nguồn gốc

##### Tổ yến hoang/trong động
Hai loài yến thường sống trong các hang động là loài yến Fuciphaga (Dân gian gọi là yến hàng) và yến Maxima (yến tổ đen). Nhưng chỉ có loại tổ yến của yến hàng là được biết dưới tên Wild/Cave Nest (Yến Hoang/Trong Động) trên thị trường. Có thể vì do tính chất nguy hiểm của việc lấy tổ yến trong hang động nên loại tổ yến này thường có giá cao nhất so với các loại tổ yến khác trên thị trường. Tổ yến trong động, với những điều kiện tự nhiên trong động, thường có hình dạng giống như một cái chén, thân dày và chân cứng. Hình dạng tổ giống như chén sẽ giúp bảo vệ trứng hoặc yến non không bị các loài vật khác ăn mất và thời tiết. Chân tổ yến cần cứng để có thể gắn chặt vào tường vì các hang động thường có độ ẩm cao. Tổ yến loại này được tìm thấy ở Việt Nam, Thái Lan, Malaysia và Indonesia.

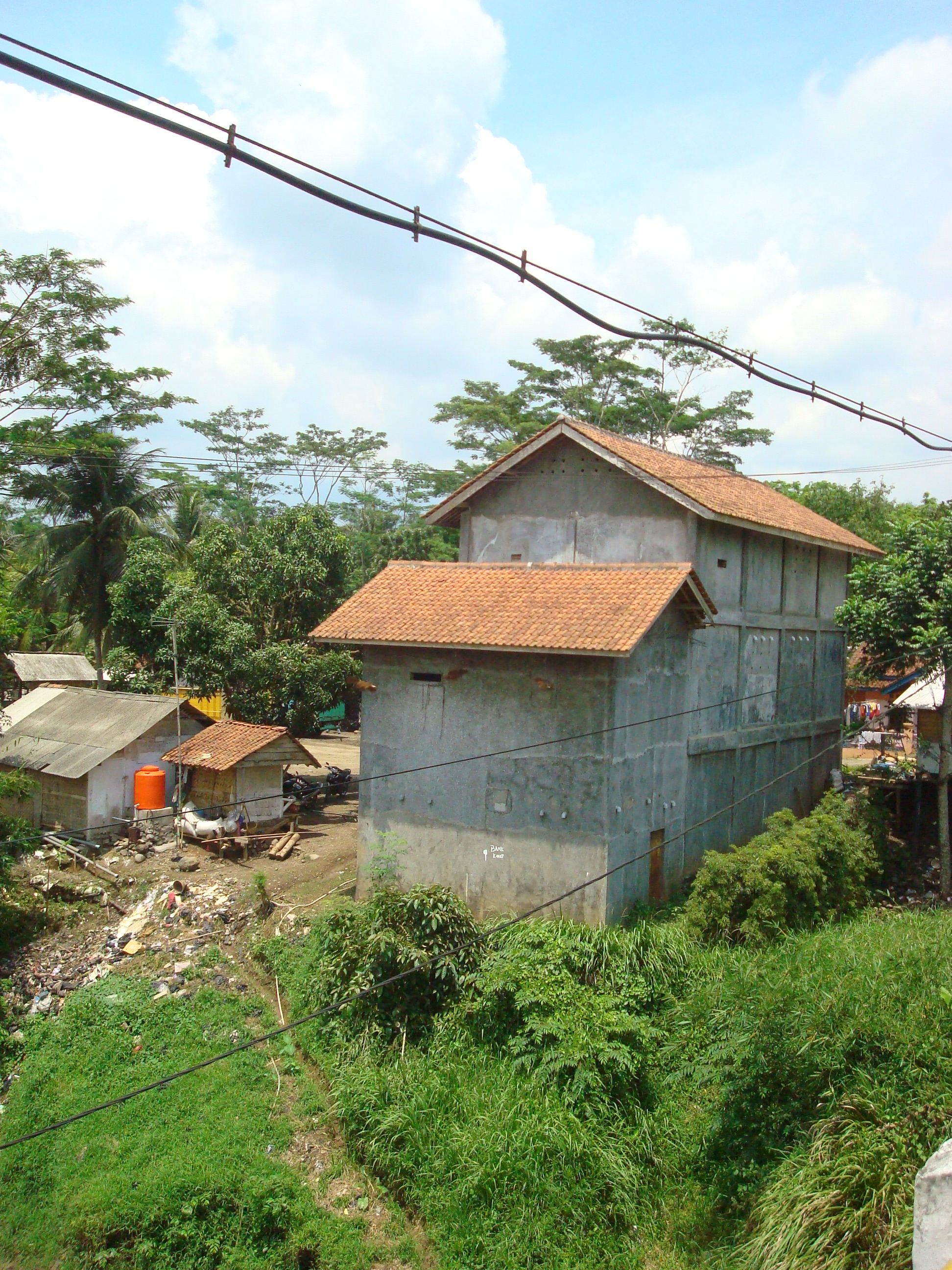
Nhà nuôi yến ở Java, Indonesia

##### Tổ yến trong nhà
Tổ Yến của loài yến Esculanta là loại tổ yến thường thấy ở các nhà nuôi yến. Nhiều người vẫn nghĩ rằng Yến Nhà là yến có thể nuôi được nhưng trong thực tế chúng ta chỉ có thể dựa vào kỹ thuật xây dựng và thiết kế để dẫn dụ chim yến vào nhà làm tổ chứ không thể cho chúng ăn như kiểu nuôi gà công nghiệp. Việc nuôi Yến đòi hỏi vốn đầu tư rất lớn, thời gian dụ yến lâu dài và đặc biệt là không thể cho Yến ăn bằng thức ăn nhân tạo do bản chất chim Yến hoang đã và chỉ có thể bắt công trùng khi đang bay. Tùy theo màu sắc tổ yến,tổ yến trong nhà thường là trắng ngà, chất lượng tổ yến phụ thuộc theo khu vực có thức ăn nhiều cho chim tìm mồi ? tổ yến có chất lượng,tổ yến to và dày như tổ yến ở gò công động,thức ăn của chim yến là những con trùng bay như muỗi, rày,...v.v..., tổ yến có thể được thu hoạch từ 1-4 lần một năm.chim yến sinh sản quanh năm.

### Theo màu sắc
Lý do tại sao tổ yến có màu khác nhau vẫn còn là một đề tài tranh luận. Theo dân gian Việt Nam người ta tin rằng những con chim yến già hoặc chim Yến trong mùa thức ăn thiếu phải dùng máu của mình hòa cùng nước bọt để xây tổ. Điều này lý giải cho màu sắc đỏ hoặc hồng cũng như độ nở kém của Yến huyết so với Bạch yến. Tuy nhiên nhiều giả thuyết về điều kiện nhiệt độ, độ ẩm hoặc thức ăn của Yến tạo ra Yến huyết vẫn đang được nghiên cứu. Ngoài ra khi tổ Bạch yến được làm trên các vách đá có màu đỏ và thấm nước rỉ ra từ các khe đá cũng tạo ra màu đỏ của tổ Yến. Tuy nhiên loại Yến huyết do vách đá này có độ nở khi ngâm nước tương đương với Bạch yến (tức 7 – 9 lần)

##### Huyết yến
Đây là loại tổ yến có màu đỏ tươi và là loại có giá cao nhất trong số các màu vì hiếm hoi và có nhu cầu tiêu thụ cao. Không phải cơ sở sản xuất nào cũng có loại tổ yến này. Và nếu có đi chăng nữa thì loại huyết yến cũng chỉ có thể thu hoạch 1-2 lần trong năm với tỉ lệ rất nhỏ mà thôi. Số lượng Huyết Yến và Hồng Yến chiếm chưa đầy 10% tổng sản lượng tổ yến trên thị trường thế giới. Có nhiều tranh cãi về việc tại sao tổ yến lại có màu đỏ. Quan niệm dân gian cho rằng màu đỏ của Yến Huyết là do trong quá trình làm tổ, chim yến không tiết đủ nước bọt nên đã dùng máu của chính nó để trộn lẫn với nước bọt xây tổ, tuy nhiên quan niệm hiện đại cho rằng nhiều khả năng màu đỏ được tạo thành bởi các phản ứng hóa học của các khoáng chất từ vách đá ngấm vào tổ yến .

##### Hồng yến
Giống như Huyết Yến về giá cả và sự hiếm hoi, Hồng yến có màu cam nhưng màu sắc có thể thay đổi từ màu vỏ quýt đến màu vàng lòng đỏ trứng gà. Màu càng đậm thì giá càng cao. 

##### Bạch yến
Bạch Yến là loại tổ yến thông dụng nhất trên thị trường. Mỗi năm có thể thu hoạch 3-4 lần. Số lượng Bạch Yến (bao gồm cả ba loài yến kể trên) bán trên thị trường thế giới chiếm khoảng 90% tổng số lượng tổ yến trên thị trường..

### Theo quan niệm
Nghề khai thác Yến tại Việt Nam đã có hàng trăm năm tuổi và đóng góp không nhỏ vào nguồn thu của các địa phương được thiên nhiên ban tặng sản vật này. Những người thợ Yến và buôn bán Yến chuyên nghiệp thường phân biệt theo đẳng cấp như:
- Huyết (Đỏ, do vị trí chim yến làm tổ, tổ dần dần chuyển sang màu đỏ) - (Đây là loại tổ yến tốt nhất và có giá trị kinh tế cao nhất)
- Hồng (Màu hồng, do vị trí chim yến làm tổ, tổ dần dần chuyển sang màu hồng)
- Quan (To, khoảng 10g trở lên)
- Thiên (Ở trên cao, tổ trắng, từ 8 – 10g)
- Bài (Yến nhỏ hơn 6- 7g)
- Địa (Nằm dưới cùng của vách núi, đen, bẩn)
- Vụn (Tổ yến bị vỡ do khai thác hoặc vận chuyển)

## Xác định chất lượng
Nhu cầu tiêu thụ yến sào rất lớn dẫn đến tình trạng pha trộn và làm giả yến sào ngày càng phổ biến. Những người làm giả yến sào thường pha trộn thêm các tạp chất như da cá, nấm, tảo,… để tăng trọng lượng, hay sử dụng các loại thuốc nhuộm tự nhiên như karayagum, tảo đỏ hoặc nấm Tremella để nhuộm đỏ các loại yến sào màu trắng nhằm làm giả loại yến sào có giá rất cao là Yến Huyết. Nhiều quy trình sản xuất yến sào có bổ sung các chất bảo quản như axit boric, kali sulfite dioxide lưu huỳnh, sử dụng hydrogen peroxide để tẩy trắng yến. Đường, muối, và bột ngọt được thêm vào để tạo hương vị. Gluten, nấm trắng, thạch, da động vật và cao su tổng hợp thường được sử dụng để tạo hình dạng yến sào. Do đó các thương hiệu yến có uy tín thường phải kiểm định chất lượng của tổ yến thô trước khi đem chế biến thành phẩm. Một phương pháp đơn giản là đo quang phổ hồng ngoại chuyển đổi chuỗi Fourier (FTIR – Fourier Transform Infrared). Phổ IR xác định các liên kết cộng hóa trị hóa học, tạo ra một "dấu vân tay" phân tử của các hợp chất hóa học. Dấu vân tay này có thể được sử dụng để xác định và định lượng chất hóa học có trong một mẫu. Sự khác biệt trên phổ đồ IR giúp ta phân biệt yến sào nguyên chất và yến sào đã bị pha trộn.
Ngoài ra còn một phương pháp khác là thủy phân protein trong yến sào và xác định hàm lượng amino acid rồi đối chiếu với một mẫu yến sào nguyên chất.